# كلايد سيمس
كلايد سيمس (بالإنجليزية: Clyde Simms)‏ (21 أغسطس 1982 بجيمستاون في الولايات المتحدة - ) هو لاعب كرة قدم أمريكي في مركز الوسط. شارك مع منتخب الولايات المتحدة لكرة القدم. أما مع النوادي، فقد لعب مع دي.سي. يونايتد ونيو إنجلاند ريفولوشن وريتشموند كيكرز وNorth Carolina FC U23 ‏.

## وصلات خارجية
- كلايد سيمس على موقع الدوري الأمريكي (الإنجليزية)
- كلايد سيمس على موقع قاعدة بيانات كرة القدم.إي يو (الإنجليزية)
- كلايد سيمس على موقع ناشيونال فوتبول تيمز (الإنجليزية)